# Mededeelingen van het Nationaal Bureau van Vrouwenarbeid
Mededeelingen van het Nationaal Bureau van Vrouwenarbeid verscheen in 1906 10 keer in Nederland. Het was het ledenblad van het Nationaal Bureau voor Vrouwenarbeid (NBV) en had als doel het contact tussen leden en werkende vrouwen onderling te versterken. Tussen 1924 en 1932 werd het blad opnieuw uitgegeven, onder dezelfde naam, nu met één publicatie per jaar.